# Seututie 858
Pour les articles homonymes, voir Route 858.
La route régionale 858 (finnois : Seututie 858) est une route régionale allant de Pintamo à Pudasjärvi jusqu'à Kuha à Ranua en Finlande,,.

## Présentation
La seututie 858 est une route régionale d'Ostrobotnie du Nord  et de Laponie.

## Parcours
- Poijula, Pudasjärvi
- Lehtovaara
- Rytinki
- Kelankylä, Ranua
- Kuha